# Оксфорд (гора, Канада)
Оксфорд (англ. Oxford) — гора на острове Элсмир, Нунавут, Канада и названа в честь Оксфордского университета. Первое известное восхождение на эту гору было совершено в 1935 году А. В. Муром (в некоторых источниках указана фамилия Моррис) и гренландским инуитом Нукапингуаком во время экспедиции на Элсмир под руководством Гордона Хамфриса, когда Мур оценил высоту горы примерно в 2750 м.
Второе известное восхождение на эту гору было совершено в 1957 году, тогда же были произведены более точные замеры её высоты.